# Gemarmerde slijkgarnaal
De gemarmerde slijkgarnaal of gemarmerde marmerkreeft (Jassa marmorata) is een vlokreeftensoort uit de familie van de Ischyroceridae. De wetenschappelijke naam van de soort werd in 1905 voor het eerst geldig gepubliceerd door Holmes.

## Beschrijving
De gemarmerde slijkgarnaal is een kokervormende vlokreeftensoort. Ze zijn grijzig van kleur met een gemarmerd kleurpatroon van bruine vlekken. Ze kunnen groeien tot een lengte van maximaal 10 mm.

## Verspreiding
De gemarmerde slijkgarnaal heeft een brede wereldwijde verspreiding en werd eerder verward met een aantal soortgenoten, dus de inheemse verspreiding is onzeker. Het werd echter beschreven vanuit Rhode Island en is waarschijnlijk ontstaan in de noordoostelijke Atlantische Oceaan. Het werd geïntroduceerd in West-Noord-Amerika, Zuid-Amerika, Zuid-Afrika, Australië, Nieuw-Zeeland, China, Japan en Rusland. Ze worden over het algemeen aangetroffen in aangroeigemeenschappen en intergetijdengebieden waar ze kokers van afval en algenfragmenten bouwen met behulp van zijdeachtige slijmafscheidingen. Deze soort kan worden gevonden bevestigd aan algen, rotsen, palen, boeien, scheepsrompen en in ballastwater. De effecten ervan zijn divers. In sommige gevallen is aangetoond dat dichte aggregaties de vestiging van andere soorten wordt ontmoedigd, maar in andere gevallen bieden de vele vlokreeftenkokers leefgebied voor mobiele organismen.